# Brasilidia tropica
Brasilidia tropica är en urinsektsart som beskrevs av Josef Nosek 1973. Brasilidia tropica ingår i släktet Brasilidia och familjen lönntrevfotingar. Inga underarter finns listade.